# Résolution 876 du Conseil de sécurité des Nations unies
Membres permanents
- Chine
- États-Unis
- France
- Royaume-Uni
- Russie

Membres non permanents
- Brésil
- Cap-Vert
- Djibouti
- Espagne
- Hongrie
- Japon
- Maroc
- Nouvelle-Zélande
- Pakistan
- Venezuela

Résolution no 875 Résolution no 877
La Résolution 876 du Conseil de sécurité des Nations Unies, adoptée à l'unanimité le 19 octobre 1993, après avoir réaffirmé les résolutions 849 (1993), 854 (1993) et 858 (1993) concernant la guerre d'Abkhazie, a déterminé que la situation continuait de constituer une menace pour la paix et la sécurité internationales.
Des préoccupations ont été exprimées face aux violations du droit international humanitaire et au nettoyage ethnique dans la région, tout en affirmant la souveraineté et l'intégrité territoriale de la Géorgie. Le Conseil a également condamné la violation du cessez-le-feu du 27 juillet 1993 par l'Abkhazie et les actions ultérieures en violation du droit international humanitaire. L'assassinat du président du Conseil de défense et du Conseil des ministres de la République autonome d'Abkhazie a également été condamné.
Il a été demandé aux deux parties au conflit de s'abstenir de recourir à la force et de violer le droit international humanitaire, conformément à la recommandation du secrétaire général Boutros Boutros-Ghali d'envoyer une mission d'établissement des faits pour enquêter sur le nettoyage ethnique en Géorgie. Le droit des réfugiés et des personnes déplacées internes de rentrer chez eux a été réaffirmé.
Le Conseil a salué l'aide humanitaire des agences humanitaires internationales, et a incité les États membres à fournir un soutien à cet égard. Il a également appelé à un accès sans entrave pour les travailleurs humanitaires. Dans le même temps, les États Membres ont été exhortés à ne fournir aucune forme d'assistance à la partie abkhaze, autre que l'aide humanitaire, en particulier la fourniture d'armes.
La résolution 876 se termine en saluant les efforts du secrétaire général et de son envoyé spécial, du président en exercice de l'Organisation pour la sécurité et la coopération en Europe et du gouvernement russe. Il a salué l'intention du secrétaire général de fournir un rapport sur les développements liés à la Mission d'observation des Nations Unies en Géorgie et à la fin du conflit.

## Voir également
- Conflit abkhaze-géorgien
- Massacre de Soukhoumi
- Guerre en Abkhazie (1992-1993)
- Conflit abkhaze-géorgien